# トム・ヒドルストン
トーマス・ウィリアム・ヒドルストン（Thomas William Hiddleston, 1981年2月9日 - ）は、イギリスの俳優。

## 人物
キャリア初期はウェスト・エンド・シアターの舞台『シンベリン』（2007年）と『イワーノフ』（2008年）に出演。『シンベリン』での演技でローレンス・オリヴィエ賞 演劇部門 新人賞を受賞し、また『オセロ』でのキャシオーの演技でも同賞にノミネートされた。
マーベル・シネマティック・ユニバースのロキとしてキャスティングされると世間の注目を集めるようになり、同役での出演は『マイティ・ソー』（2011年）、『アベンジャーズ』（2012年）、『マイティ・ソー/ダーク・ワールド』（2013年）、『マイティ・ソー バトルロイヤル』（2017年）、『アベンジャーズ/インフィニティ・ウォー』（2018年）、『アベンジャーズ/エンドゲーム』（2019年）まで続く。2011年にはエンパイア賞 新人男優賞を受賞し、英国アカデミー賞 ライジング・スター賞にノミネートされた。当時はほかにスティーヴン・スピルバーグ監督の『戦火の馬』（2011年）、『愛情は深い海の如く』（2011年）、ウディ・アレンのロマンティック・コメディ『ミッドナイト・イン・パリ』（2011年）、2012年のBBCのシリーズ『ヘンリー四世』『ヘンリー五世』、ロマンティック・ヴァンパイア映画『オンリー・ラヴァーズ・レフト・アライヴ』（2013年）などに出演した。
2013年末から2014年初頭にかけて、ドンマー・ウエアハウスでの舞台『コリオレイナス』でタイトルキャラクターを演じ、イヴニング・スタンダード・シアター賞主演男優賞を受賞した。2015年にはギレルモ・デル・トロ監督の『クリムゾン・ピーク』、ベン・ウィートリー監督の『ハイ・ライズ』に出演し、伝記映画『アイ・ソー・ザ・ライト』では問題を抱えたカントリー・ミュージック歌手のハンク・ウィリアムズを演じた。
2016年、AMC/BBCのミニシリーズ『ナイト・マネジャー』で主演および製作総指揮を務め、プライムタイム・エミー賞では主演男優賞（ミニシリーズ/テレビ映画部門）と作品賞（ミニシリーズ部門）の2部門にノミネートされ、ゴールデングローブ賞では男優賞（ミニシリーズ/テレビ映画部門）を受賞した。

## 生い立ち
トーマス・ウィリアム・ヒドルストンは1981年2月9日にロンドンのウェストミンスターで生まれた。母のダイアナ・パトリシア・ヒドルストン（旧姓サーベイズ）はアートマネージャーおよび元舞台マネージャーで、父のジェームズ・ノーマン・ヒドルストンは物理化学者。父はスコットランドのグリーノック出身で、母はサフォーク出身。妹のエマも女優で、姉のサラはインドのジャーナリスト。母方の家系を辿ると、彼は副提督（海軍中将）レジナルド・サーベイズの曽孫および、実業家の初代準男爵エドマンド・ヴェスティの玄孫にもあたる。
ヒドルストンはウィンブルドンで育ち、のちにオックスフォード近郊の村に移住した。7歳の時にウインドルシャム・ハウス・スクールに入学し、1年後にオックスフォードのドラゴン・スクールに転校した。両親は12歳の時に離婚している。『デイリー・テレグラフ』紙のインタビューでは、彼は両親の離婚について「この出来事によって、人間の弱さへの理解という点で私はより思いやりを持てるようになったと思いたい」と語っている。
13歳の時、ヒドルストンはイートン・カレッジで寮生としての生活を始めた。ケンブリッジ大学のペンブルック・カレッジに進学し、西洋古典学でダブル・ファースト（最優等）の成績を得た。ケンブリッジでの2期目に、彼は芸能プロダクションのハミルトン・ホデルのタレント・エージェント、ロレイン・ハミルトンによる舞台『欲望という名の電車』に出演した。王立演劇学校に進学し演技を学び、2005年に卒業した。

## キャリア

### 2001 - 2010年：キャリア初期
ヒドルストンは学生として演劇を行ううちからテレビ出演を開始し、『ニコラス・ニクルビー』を原作としたスティーブン・ウィテカー監督のITVのテレビ映画『The Life and Adventures of Nicholas Nickleby』（2001年）で初出演となり、続いてBBC/HBO共同製作の『謀議』（2001年）に出演し、BBC/HBOのドラマ『チャーチル/大英帝国の嵐』（2002年）ではウィンストン・チャーチルの息子のランドルフ・チャーチルを演じた。
RADAを卒業後、ヒドルストンはジョアンナ・ホッグの初長編監督映画『Unrelated』（2006年）でオークリーを演じ、初めての映画出演を果たした。妹のエマもバッジ役としてこの映画に出演した。彼をこの映画にキャスティングしたキャスティング・ディレクターのルーシー・ビーヴァンは「彼にはとてつもない信頼があった」と述べている。ヒドルストンはデクラン・ドネランの劇団チーク・バイ・ジョウルの舞台『The Changeling』（2006年）と『シンベリン』（2007年）で主演を務めた。後者の演技で彼はローレンス・オリヴィエ賞の演劇部門新人賞を受賞した。劇場ドンマー・ウエアハウスでの出演が続き、マイケル・グランデージの演出によるシェイクスピアの『オセロ』（2008年）ではキウェテル・イジョフォーとユアン・マクレガーとの共演のもとキャシオーを演じ、ケネス・ブラナーの演出による、ウェスト・エンド地区でのリバイバルとなるチェーホフの『イワーノフ』（2008年）ではリヴォフを演じた。
2006年、ヒドルストンはBBCのドキュメンタリー『Galapagos Island』でボイスオーバーを務めた。2007年にはサリー・ガードナーのオーディオブック『The Red Necklace』でもナレーションを務めた。ヒドルストンはホッグの2作目の長編映画となる『家族の波紋』（2010年）では主役のエドワードを演じた。彼のテレビ出演のクレジットは他に、BBCの刑事ドラマ『刑事ヴァランダー』（2008年）でのマグナス・マーティンソン、『Suburban Shootout』（2006年）でのビル・ヘーズルディーン、BBCのコスチュームドラマでテレビ映画の『Miss Austen Regrets』（2008年）でのジョン・プランプター、BBCのドラマ・シリーズ『Return to Cranford』（2009年）でのウィリアム・バクストンがある。2007年、彼はケイト・ウィンスレットやオーランド・ブルームなどが載る英国俳優リストに加わり、長期の医療ドラマ『Casualty』にゲスト出演した。

### 2011 - 2014年：ブレイク

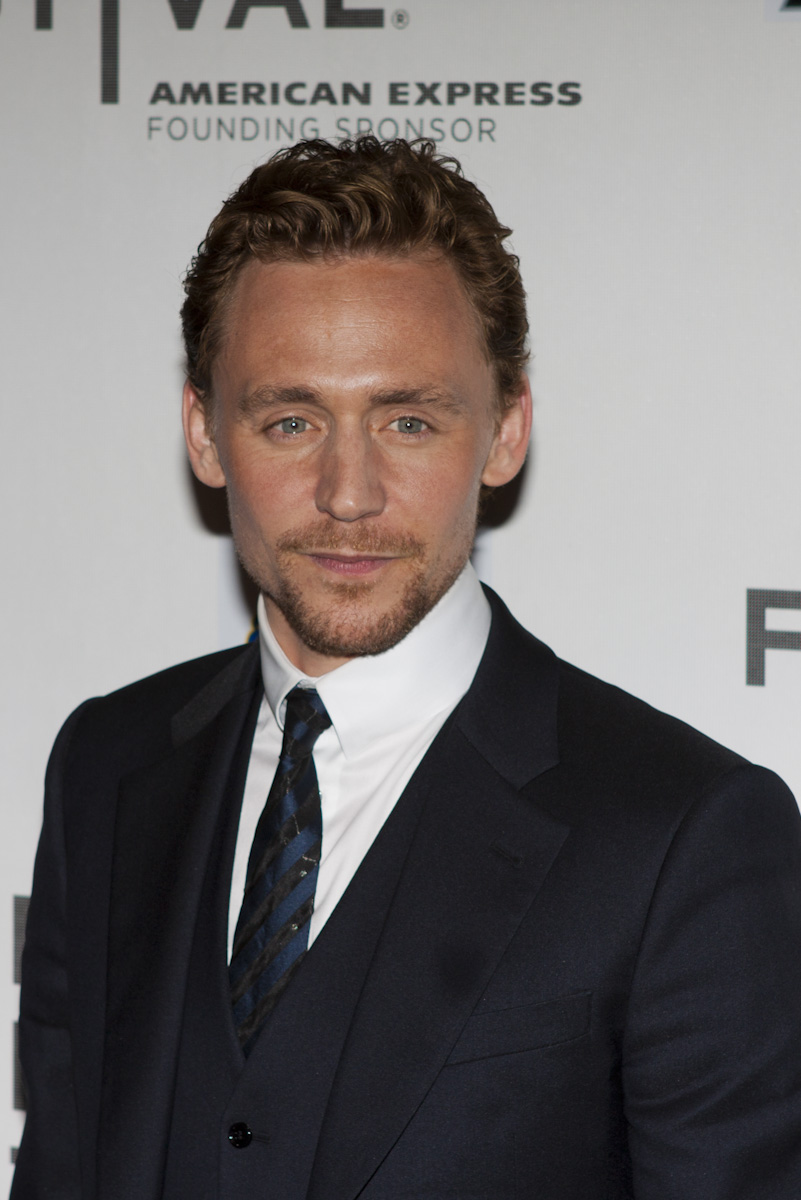
トライベッカ映画祭での『アベンジャーズ』のニューヨーク・プレミアにて（2012年4月）

ヒドルストンは、2011年のマーベル・スタジオの映画『マイティ・ソー』のロキの演技でよく知られている。彼はこの映画の監督のケネス・ブラナーと以前に『イワーノフ』と『刑事ヴァランダー』で仕事を共にしており、今作のオーディションにも招待された。ヒドルストンはブラナーについて、「ケン（ケネス）には人生を変える影響があった。彼は幹部陣に『私を信用してください。トムをキャスティングしてくれれば、彼は結果を出します』と言ってくれた。その影響は莫大で、私ができることの範囲を完全に変えた。ケンがブレイクさせてくれたんだ」と述べている。また当初は、彼はソーの役のオーディションを受けていた。「私は当初はソーを演じるオーディションを受けた。私は背が高く髪がブロンドで古典的な訓練を受けてきたので、古典的なキャラクターであるといったソーの型に適していると考えていた。私のオーディション中、これは完全にマーベルと彼らの広い心のおかげだが、彼らは面白い何かを感じ取ってくれた。何かしらの気質を彼らが気に入ってくれたんだ」。キャスティング・ディレクターはヒドルストンに増量のため6週間の猶予を与えると、彼は厳格な食事を続け、20ポンドの筋肉を身に付けた。最終的にブラナーは彼が敵役として適していると判断し、彼をロキにキャスティングした。映画雑誌の『エンパイア』は、ヒドルストンのロキとしての演技を「史上最高の映画キャラクター（Greatest Movie Character of All Time）」の19位にランク付けしており、MCUに登場するキャラクターにおいてこの順位はアイアンマン(ロバート・ダウニー・Jr)に次いで2番目に高い。
2010年11月、ヒドルストンはベネディクト・カンバーバッチ、ジェマ・アータートン、エディ・レッドメイン、ローズ・バーンらとともにダニー・ボイルの舞台『The Children's Monologues』に出演し、若い女の子のプルーデンスを演じた。この舞台は南アフリカの子供たちが直接経験したことを様々な俳優が再解釈し演じるという一度限りの舞台だった。
2011年、ヒドルストンはウディ・アレンが脚本・監督を務める映画『ミッドナイト・イン・パリ』で小説家のF・スコット・フィッツジェラルドを演じた。続いて、1982年のマイケル・モーパーゴの小説を原作とする、スティーヴン・スピルバーグ監督の映画『戦火の馬』でキャプテン・ニコルズを演じた。同年、ドラマ映画『愛情は深い海の如く』でRAFパイロットのフレディ・ペイジを演じ、レイチェル・ワイズと共演した。2012年、彼は『アベンジャーズ』でスーパーヴィランのロキを再演した。ソーを演じるクリス・ヘムズワースとの共演シーンの撮影中、監督のジョス・ウェドンは戦う二人が十分にリアルに見えないと言った際、ヒドルストンはヘムズワースに自分を本当に殴るよう伝えた。「私はクリスに言ったんだ。『おい、本当に殴ってくれ。保護しているから大丈夫だ』。彼は『本気か？』と。私は『そうだ、これで良く見えるようになる。さあやってくれ』と」。また彼は2011年に『the Ancient Egyptian Book of the Dead』で、2012年にiTunesにて詩『iF Poems』『The Love Book』で、それぞれボイスオーバーを務めた。
2012年はテレビ映画にも出演し、シェイクスピアの作品群を原作とするBBC Twoシリーズ『ホロウ・クラウン/嘆きの王冠』の一篇『ヘンリー四世 パート1』と『ヘンリー四世 パート2』でハル王子を演じ、ヘンリー4世を演じるジェレミー・アイアンズと共演した。のちに同シリーズの一篇『ヘンリー五世』では王のヘンリー5世としても出演した。2013年、ヒドルストンは『マイティ・ソー/ダーク・ワールド』でロキを再演し、その後 ジム・ジャームッシュの映画『オンリー・ラヴァーズ・レフト・アライヴ』ではティルダ・スウィントンとミア・ワシコウスカとの共演のもと吸血鬼を演じた。
2013年12月から2014年2月にかけてドンマー・ウエアハウスで行われた、ジョージー・ルークの演出によるウィリアム・シェイクスピアの舞台『コリオレイナス』で、ヒドルストンはタイトルキャラクターを演じた。2014年1月30日にはこれが世界的に生放送された。『バラエティ』誌のデヴィッド・ベネディクトは彼について「焼け付くような演技」と称賛した。彼は2014年の映画『ザ・マペッツ2/ワールド・ツアー』ではグレート・エスカポとしてカメオ出演した。

### 2015年 - 現在：様々な役
ヒドルストンはギレルモ・デル・トロ監督のゴシック・ホラー映画『クリムゾン・ピーク』で、降板したベネディクト・カンバーバッチに代わって主演を務めた。この映画は2014年2月からトロントで撮影が開始し、2015年10月に公開された。彼はJ・G・バラードの同名小説を原作とするベン・ウィートリー監督の映画『ハイ・ライズ』（2015年）ではロバート・ラングを演じた。

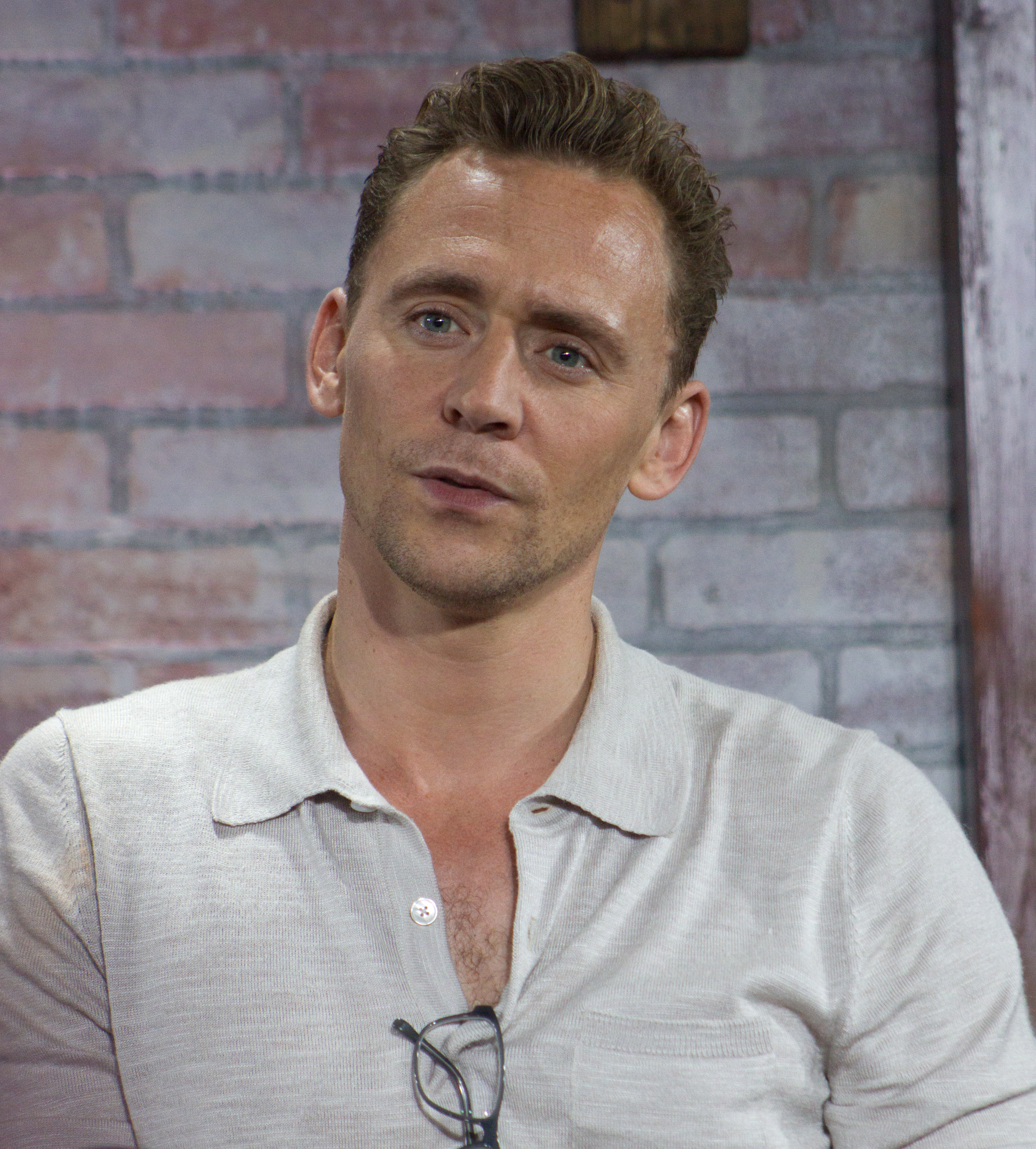
サンディエゴ・コミコン・インターナショナルにて（2016年7月）

2014年1月、ヴィランをテーマに英国俳優をフィーチャーしたジャガーの新モデルの広告キャンペーン「Good to be Bad」で、ヒドルストンはジャガーのイメージキャラクターを務めた。「Rendezvous」と題された最初のキャンペーンのコマーシャルではマーク・ストロングとベン・キングズレーと共演しており、2014年のスーパーボウルで初めて上映された。
2014年4月、ヒドルストンは続いて「The Art of Villainy」と題されたキャンペーンのコマーシャルにも出演した。こちらはFタイプ・クーペのプロモーションで、YouTubeで公開された。しかしビデオに関して「無責任な運転を奨励している」としてイギリス広告基準局が苦情を受けた。ジャガーランドローバーはこの広告に関して、車が駐車場を出る時に「少し加速した」が、撮影には警察が出席しており制限速度に違反していないことを確認していると述べたが、ASA（イギリス広告基準局）の裁定でコマーシャルは中止された。
2014年には、ヒドルストンが1994年の伝記を原作とする2015年の伝記映画『アイ・ソー・ザ・ライト』でカントリー・ミュージック歌手のハンク・ウィリアムズを演じることが発表された。この映画はマーク・エイブラハムが監督を務め、第40回トロント国際映画祭のスペシャル・プレゼンテーション部門で初披露された。この映画は2016年3月25日にソニー・ピクチャーズ クラシックスより公開された。
ヒドルストンはショーン・モンソン監督の2015年のドキュメンタリー『Unity』でナレーターの一人を務めた。ヒドルストンは、ジョン・ル・カレのスパイ・探偵ものの同名小説を原作とした2016年のテレビ・ミニシリーズ『ナイト・マネジャー』でジョナサン・パインを演じた。このシリーズはヒュー・ローリーとの共演で2015年春に撮影が開始され、BBCとAMCで放送された。
2017年、ヒドルストンはレジェンダリー・ピクチャーズのキングコング映画『キングコング:髑髏島の巨神』に出演した。この映画はジョーダン・ヴォート＝ロバーツが監督を務め、3月10日に公開された。また、2017年11月3日に公開された『マイティ・ソー バトルロイヤル』では再びロキを演じ、続く『アベンジャーズ/インフィニティ・ウォー』（2018年）、『アベンジャーズ/エンドゲーム』（2019年）にも同役で出演した。2019年3月5日から6月1日にかけてハロルド・ピンター・シアターで上演された、ジェイミー・ロイドが演出を務めるハロルド・ピンターの舞台『Betrayal』のリバイバルで主演のロバートを演じた。
2018年11月8日、ヒドルストンが再演するロキを中心としたマーベルの新たなミニシリーズが、ディズニーの新たなストリーミング・サービスDisney+で製作される計画が発表された。そのドラマ『ロキ』は2021年6月から配信され、シーズン2への継続も決定した。

#### 進行中の企画
『ナイト・マネジャー』シーズン2への主役の続投についても交渉中となっている。ほかに、ワーナー・ブラザース製作・ベン・ウィートリー監督によるフランク・ミラーのコミック・ミニシリーズ『Hard Boiled』の映像化作品への出演や、ジェームズ・アイヴォリー監督によるシェイクスピアの『リチャード二世』の映像化作品へのタイトルキャラクターとしての出演が予定されている。

## 私生活とその他の活動

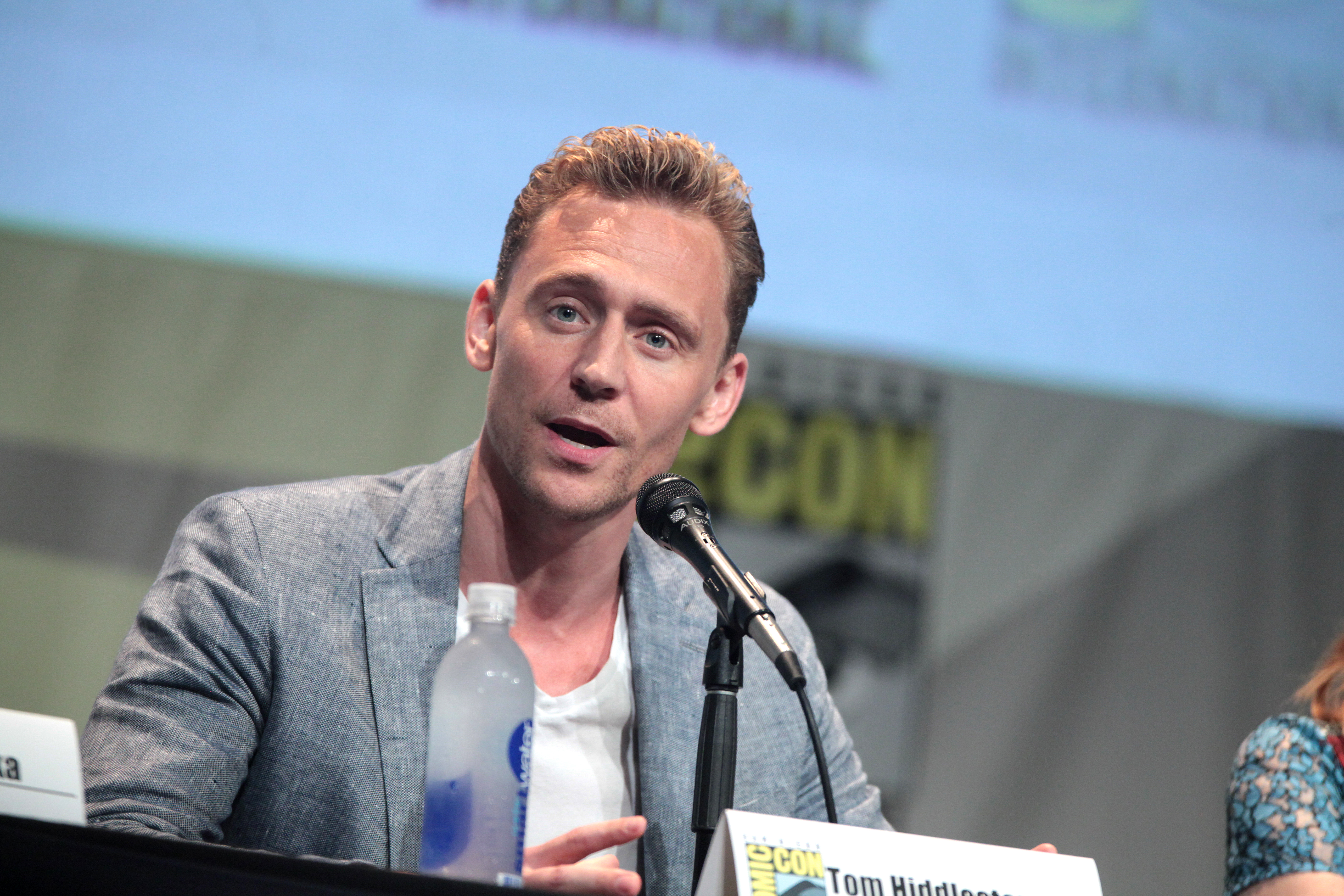
サンディエゴ・コミコン・インターナショナルにて（2015年）

ヒドルストンはロンドン北西部のベルサイズ・パークに住んでいる。また彼は英国を拠点とする慈善団体「Thomas Coram Foundation for Children」のためにカードのデザインとサインをした有名人の一人（ほかにベネディクト・カンバーバッチ、E・L・ジェイムズ、レイチェル・ライリーなどがいる）。このキャンペーンは「Stampin' Up! UK」社が始めたもので、カードは2014年5月にeBayでオークションに出品された。
彼はUNICEFの英国大使を務めている。2013年初頭には飢餓と栄養失調への見識を深めるためギニアを訪れ、2015年初頭と2016年末には進行中の内戦における国中の大勢の子供たちの命についてリポートを行うため南スーダンを訪れた。また、ヒドルストンはフェミニストを自称している。2018年2月には「Time's Up」ムーブメントの英国版「Justice and Equality Fund」の寄付者の一人となった。また彼は、映画、ゲーム、テレビなどの業界でチャンスを与えられなかった人々への機会の提供を図る「イルミネーティング・BAFTA」キャンペーンの大使でもある。
ヒドルストンはかつて、2008年の『刑事ヴァランダー』のうちの1話で共演した女優スザンナ・フィールディングと交際し、関係は2011年後半まで続いた。2016年には、ヒドルストンは歌手のテイラー・スウィフトと数か月交際した。
2022年5月、女優ゾウイ・アシュトンとの婚約をインタビューで認めた。2022年10月時点で、二人の間には一人の子どもが誕生しているが、性別や名前は明かされていない。

## メディア・イメージと演技スタイル

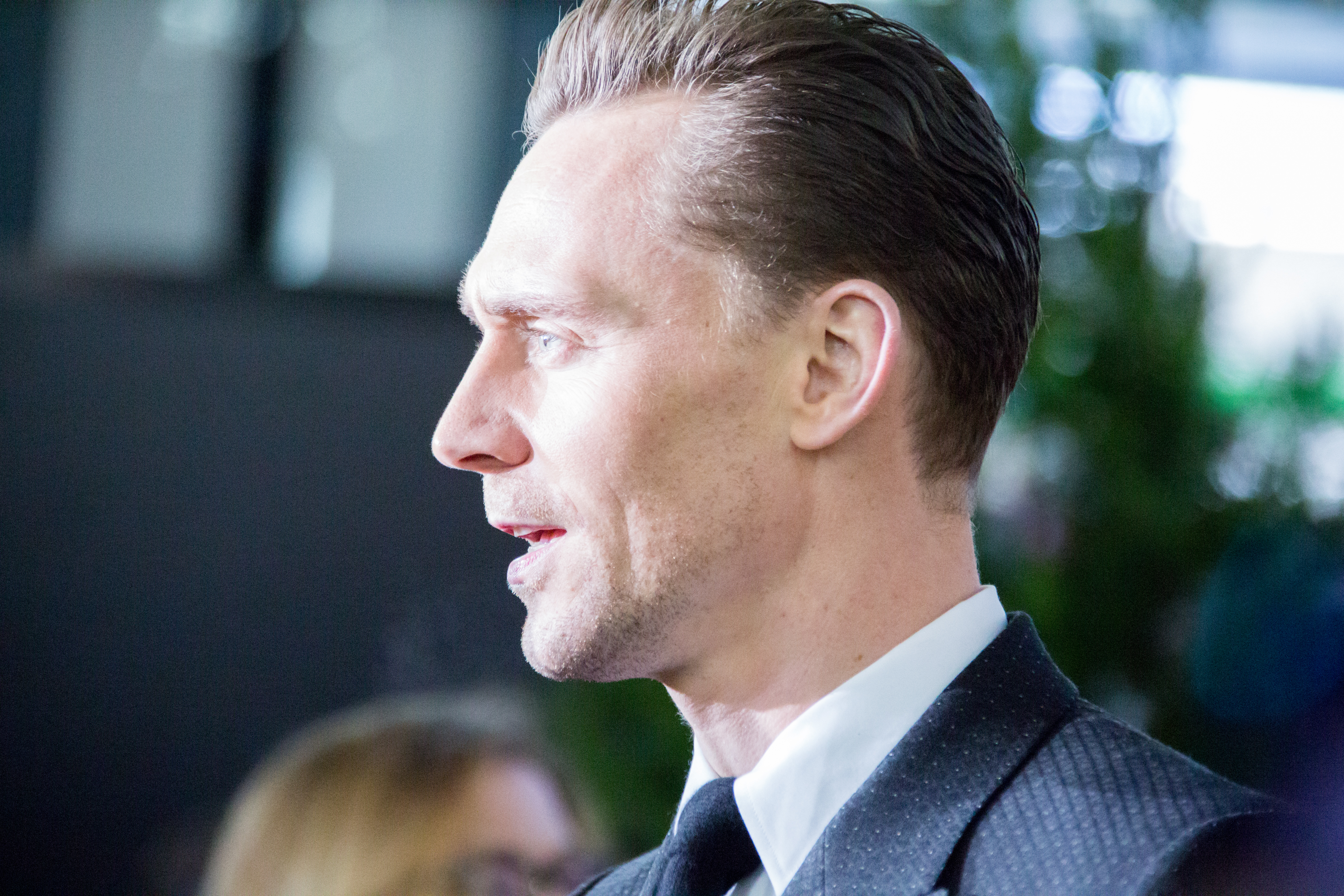
『キングコング:髑髏島の巨神』のジャパン・プレミアでのヒドルストン（2017年）

英国の大衆文化において最も著名な俳優の一人で、ヒドルストンはデブレッツが2017年に発表した英国で最も影響力のある人物にリスト入りした。2015年、彼は英国映画協会の最初の公式大使に任命された。2016年には、英国を拠点とする男女の有名人の尻を対象に大衆がノミネートを選ぶ英国の娯楽賞リア・オブ・ザ・イヤーを受賞した。ほかにも複数の賞でスタイリスト賞やベストドレッサーにも選ばれている。『GQ』誌のタフィー・ブロデッサー＝アクナーは彼の実生活での人物像を「スーツを着ることを許された唯一の顔と体を持つ、心の美しい本の虫」と表現した。『クリムゾン・ピーク』の監督のギレルモ・デル・トロとコミック・ライターのスタン・リーは彼を「地球上で／あなたが出会う中で、最も良い人物」と評し、デル・トロはさらに「良い人物と外見が良いだけの人物の間の壁を彼は破壊した」と加えた。
ケネス・ブラナーは、『オセロ』でキャシオーを演じるヒドルストンを初めて見たときに彼がシェイクスピアの完全な自然主義的な話者であることがはっきり分かったと述べた。『ガーディアン』紙のマイケル・ビリントンは、ヒドルストンの重要な演技の質は甘い悲しみと輝く怒りを組み合わせられる能力で、彼はひとしきり激烈に怒りながらも強烈な憂鬱を抱えた猛烈な知性を演じることができると評した。ヒドルストンは『アイ・ソー・ザ・ライト』でハンク・ウィリアムズの役のための準備に5週間近く費やし、映画のサウンドトラックのうち7曲を演奏した。その際、彼はメソッド演技法については、自身にとって役に立つほど簡単にはできないと述べている。『テレグラフ』紙のドミニク・キャベンディッシュはヒドルストンが偉人を演じる優れた才能を持っていると評し、『インデペンデント』紙のポール・テイラーは彼の演技の幅がかなり無制限になってきていると評している。『ローリング・ストーン』誌のデヴィッド・フィアーは、トム・ヒドルストンは『ミッドナイト・イン・パリ』、『戦火の馬』、『ナイト・マネジャー』のようなオールドスクールものを演じるスターと、ロキや『ハイ・ライズ』で見られるような予測不可能で不明瞭な奇人を演じる彼という2つの側面があることを述べ、またこれはヒドルストンが1つの特定の役に定着することを拒んでいるからと指摘している。

## 日本における人気
日本においてはトムヒの愛称で知られ、役としての愛称ロキ様とともにメディアにおいても使用される。2015年に雑誌『SCREEN』と映画チャンネルのイマジカBSが共同開催した英国男優の人気投票「英国男優総選挙2015」では、ヒドルストンはベネディクト・カンバーバッチを抑え第1位を獲得した。『SCREEN』、イマジカBS、HMVの共同開催となった翌年の「英国男優総選挙2016」ではコリン・ファースに次ぎ第2位となった。
ヒドルストンは2017年3月に『キングコング:髑髏島の巨神』のプロモーションで初来日し、サミュエル・L・ジャクソン、ブリー・ラーソンとともに日本テレビ『スッキリ!!』への生出演や、歌舞伎町でのジャパン・プレミアへの登壇を行った。このプロモーションでの取材で、好きな日本映画に『東京物語』をはじめとする小津安二郎作品を、スタジオジブリ作品では『もののけ姫』『千と千尋の神隠し』を挙げている。2018年には「東京コミコン2018」のゲストとして2度目の来日を果たし、同イベントで撮影会やサイン会を行った。

## 出演作品
※太字表記は主演。

### 映画
| 年   | 題名                                                                                     | 役名                             | 備考                 | 吹き替え | 出典            |
| ---- | ---------------------------------------------------------------------------------------- | -------------------------------- | -------------------- | -------- | --------------- |
| 2006 | Unrelated                                                                                | Oakley                           |                      | N/A      |                 |
| 2010 | 家族の波紋 Archipelago                                                                   | エドワード                       | （吹き替え版なし）   |          |                 |
| 2011 | マイティ・ソー Thor                                                                      | ロキ                             | 平川大輔             | [ 106 ]  |                 |
| 2011 | ミッドナイト・イン・パリ Midnight in Paris                                               | F・スコット・フィッツジェラルド  | 烏丸祐一             |          |                 |
| 2011 | 戦火の馬 War Horse                                                                       | ニコルズ大尉                     | 村治学               |          |                 |
| 2011 | 愛情は深い海の如く The Deep Blue Sea                                                     | フレディ・ペイジ                 | （吹き替え版なし）   |          |                 |
| 2012 | アベンジャーズ The Avengers                                                              | ロキ                             | 平川大輔             | [ 107 ]  |                 |
| 2013 | オンリー・ラヴァーズ・レフト・アライヴ Only Lovers Left Alive                            | アダム                           | （吹き替え版なし）   |          |                 |
| 2013 | マイティ・ソー/ダーク・ワールド Thor: The Dark World                                     | ロキ                             | 平川大輔             | [ 108 ]  |                 |
| 2014 | ザ・マペッツ2/ワールド・ツアー Muppets Most Wanted                                       | グレート・エスカポ               | （吹き替え版なし）   |          |                 |
| 2014 | ティンカー・ベルとネバーランドの海賊船 The Pirate Fairy                                  | フック船長                       | 声の出演             | 内田直哉 | [ 109 ]         |
| 2015 | アイ・ソー・ザ・ライト I Saw the Light                                                   | ハンク・ウィリアムズ             |                      | 平川大輔 | [ 110 ]         |
| 2015 | ハイ・ライズ High-Rise                                                                   | ロバート・ラング                 |                      | 平川大輔 |                 |
| 2015 | クリムゾン・ピーク Crimson Peak                                                          | トーマス・シャープ               |                      | 平川大輔 |                 |
| 2017 | キングコング:髑髏島の巨神 Kong: Skull Island                                             | ジェームズ・コンラッド           | GACKT                | [ 111 ]  |                 |
| 2017 | マイティ・ソー バトルロイヤル Thor: Ragnarok                                             | ロキ                             | 平川大輔             | [ 112 ]  |                 |
| 2018 | アーリーマン 〜ダグと仲間のキックオフ!〜 Early Man                                       | ヌース卿                         | 声の出演             | 大塚芳忠 | [ 113 ] [ 114 ] |
| 2018 | アベンジャーズ/インフィニティ・ウォー Avengers: Infinity War                             | ロキ                             |                      | 平川大輔 | [ 115 ]         |
| 2019 | アベンジャーズ/エンドゲーム Avengers End Game                                            | ロキ                             | [ 116 ]              | 平川大輔 |                 |
| 2021 | ザ・シンプソンズ ロキとバートたちの大乱闘 The Simpsons: The Good, the Bart, and the Loki | ロキ                             | 声の出演             | 平川大輔 |                 |
| 2023 | アントマン&ワスプ:クアントマニア Ant-Man and the Wasp: Quantumania                       | ロキ                             | クレジットなし       | 平川大輔 |                 |
| TBA  | The Life of Chuck                                                                        | チャールズ・“チャック”・クランツ | ポストプロダクション |          |                 |
| TBA  | Tenzing                                                                                  | エドモンド・ヒラリー             |                      |          |                 |

### テレビ
| 年        | 題名                                                                | 役名                   | 備考 | 吹替     | 出典    |
| --------- | ------------------------------------------------------------------- | ---------------------- | --- | -------- | ------- |
| 2001      | The Life and Adventures of Nicholas Nickleby                        | Lord                   | テレビ映画 | N/A      |         |
| 2001      | Conspiracy                                                          | Phone Operator         | テレビ映画 | N/A      |         |
| 2001      | Armadillo                                                           | Toby Sherrifmuir       | テレビ映画 | N/A      |         |
| 2002      | チャーチル/大英帝国の嵐 The Gathering Storm                         | ランドルフ・チャーチル | テレビ映画 |          |         |
| 2005      | A Waste of Shame                                                    | John Hall              | テレビ映画 | N/A      |         |
| 2006      | Victoria Cross Heroes                                               | Capt. 'Jack' Randle    | 計1話出演: "The Modern Age"                                                                                             | N/A      | [ 117 ] |
| 2006      | Suburban Shootout                                                   | Bill Hazeldine         | 計10話出演 | N/A      | [ 118 ] |
| 2006      | Galápagos                                                           | チャールズ・ダーウィン | 声の出演 計1話出演: "Islands that Changed the World"                                                                    | N/A      |         |
| 2007      | Casualty                                                            | Chris Vaughn           | 計1話出演: "The Killing Floor"                                                                                          | N/A      |         |
| 2008-2010 | 刑事ヴァランダー Wallander                                          | マーティンソン         | 計6話出演 | 井上悟   | [ 119 ] |
| 2008      | ジェイン・オースティンの後悔 Miss Austen Regrets                    | Mr. John Plumptre      | テレビ映画 |          |         |
| 2009      | クランフォード Return to Cranford                                   | ウィリアム・バクストン | 計2話出演 |          | [ 120 ] |
| 2009      | Darwin's Secret Notebooks                                           | チャールズ・ダーウィン | 声の出演 ドキュメンタリー                                                                                               | N/A      | [ 121 ] |
| 2012      | ロボットチキン Robot Chicken                                        | ロラックスのナレーター | 声の出演 第6シーズン第12話「Butchered in Burbank」                                                                      |          | [ 122 ] |
| 2012      | ヘンリー四世 Henry IV Part I and Part II                            | ハル王子               | テレビ映画、『ホロウ・クラウン/嘆きの王冠』の一篇 日本では映画『【劇場版】嘆きの王冠 〜ホロウ・クラウン〜』としても公開 |          | [ 123 ] |
| 2012      | ヘンリー五世 Henry V                                                | ヘンリー5世            | テレビ映画、『ホロウ・クラウン/嘆きの王冠』の一篇 日本では映画『【劇場版】嘆きの王冠 〜ホロウ・クラウン〜』としても公開 |          | [ 123 ] |
| 2013      | ファミリー・ガイ Family Guy                                         | グリフィン像           | 声の出演 第11シーズン第22話「No Country Club for Old Men」                                                              |          | [ 122 ] |
| 2016      | ナイト・マネジャー The Night Manager                                | ジョナサン・パイン     | 計6話出演 兼製作総指揮                                                                                                  | 中川慶一 | [ 124 ] |
| 2016      | トロールハンターズ: アルカディア物語 Trollhunters: Tales of Arcadia | カンジガール           | 声の出演 第1シーズン第1話「トロールハンター誕生: 前編」                                                                 | 蟹江俊介 | [ 125 ] |
| 2020-2021 | カラーで見る夜の世界 Earth At Night In Color                        | ナレーター             | 声の出演 計12話出演 | 平川大輔 |         |
| 2021-     | ロキ Loki                                                           | ロキ                   | 兼製作総指揮 | 平川大輔 | [ 126 ] |
| 2021      | マーベル・スタジオ アッセンブル Marvel Studios: Assembled           | 本人 / ナレーター      | 「ロキの裏側」 | 平川大輔 |         |
| 2021      | ホワット・イフ...? What If...?                                      | ロキ                   | 声の出演 計3話出演 | 平川大輔 |         |
| 2022      | エセックスの蛇 The Essex Serpent                                    | ウィル・ランサム       | 計6話出演 | 井上悟   | [ 127 ] |
| TBA       | Surviving Pompeii with Tom Hiddeleston                              | 本人                   | 兼製作総指揮 ドキュメンタリー番組                                                                                       |          |         |

### 舞台
| 年   | 題名                      | 役名                                     | 劇場                                                   | 出典            |
| ---- | ------------------------- | ---------------------------------------- | ------------------------------------------------------ | --------------- |
| 1999 | Journey's End             | Captain Stanhope                         | エディンバラ・フェスティバル・フリンジ                 | [ 128 ]         |
| 2005 | Yorgjin Oxo: The Man      | Yorgjin Oxo                              | シアター503                                            | [ 129 ]         |
| 2006 | The Changeling            | Alsemero                                 | チーク・バイ・ジョウル／バービカン／ヨーロッパ・ツアー |                 |
| 2007 | シンベリン                | ポステュマス・リーオネータス／クロートン | チーク・バイ・ジョウル／バービカン／ワールド・ツアー   | [ 14 ]          |
| 2008 | オセロ                    | キャシオー                               | ドンマー・ウエアハウス                                 |                 |
| 2008 | イワーノフ                | リヴォフ                                 | ドンマー・ウエアハウス                                 |                 |
| 2010 | The Children's Monologues | プルーデンス                             | オールド・ヴィック・シアター                           |                 |
| 2012 | The Kingdom of Earth      | ロット                                   | クライテリオン・シアター                               | [ 130 ]         |
| 2014 | コリオレイナス            | コリオレイナス                           | ドンマー・ウエアハウス／コヴェント・ガーデン・シアター | [ 35 ] [ 36 ]   |
| 2017 | ハムレット                | ハムレット                               | 王立演劇学校                                           | [ 131 ]         |
| 2019 | Betrayal                  | ロバート                                 | ハロルド・ピンター・シアター                           | [ 132 ] [ 133 ] |

### ビデオゲーム
| 年   | タイトル             | 声の出演 | 備考 |
| ---- | -------------------- | -------- | ---- |
| 2011 | Thor: God of Thunder | ロキ     |      |

## 受賞とノミネート
| 年   | 賞                                                                 | 対象                                   | 結果       | 出典           |
| ---- | ------------------------------------------------------------------ | -------------------------------------- | ---------- | -------------- |
| 2007 | イアン・チャールソン賞                                             | 『The Changeling』                     | ノミネート |                |
| 2008 | ローレンス・オリヴィエ賞 演劇部門 新人賞（2作品で同時ノミネート）  | 『シンベリン』                         | 受賞       | [ 17 ] [ 134 ] |
| 2008 | ローレンス・オリヴィエ賞 演劇部門 新人賞（2作品で同時ノミネート）  | 『オセロ』                             | ノミネート | [ 134 ]        |
| 2008 | イアン・チャールソン賞 三等賞                                      | 『オセロ』                             | 受賞       | [ 135 ]        |
| 2009 | シアターゴーアーズ・チョイス賞 演劇部門 助演男優賞                 | 『オセロ』『イワーノフ』               | 受賞       | [ 136 ]        |
| 2009 | イアン・チャールソン賞（前回受賞者としての特別賞）                 | 『イワーノフ』                         | ノミネート | [ 137 ]        |
| 2010 | クライム・スリラー賞 助演男優賞                                    | 『刑事ヴァランダー』                   | ノミネート |                |
| 2011 | AWFJ賞 アンサンブル・キャスト賞                                    | 『ミッドナイト・イン・パリ』           | ノミネート | [ 138 ]        |
| 2011 | フェニックス映画批評家協会賞 キャスト賞                            | 『ミッドナイト・イン・パリ』           | ノミネート |                |
| 2011 | スクリーム賞 新人男優賞                                            | 『マイティ・ソー』                     | ノミネート | [ 139 ]        |
| 2012 | エンパイア賞 新人男優賞                                            | 『マイティ・ソー』                     | 受賞       | [ 140 ]        |
| 2012 | イヴニング・スタンダード英国映画賞 主演男優賞                      | 『家族の波紋』                         | ノミネート | [ 141 ]        |
| 2012 | 英国アカデミー賞 ライジング・スター賞                              | 『マイティ・ソー』                     | ノミネート | [ 142 ]        |
| 2012 | サターン賞 助演男優賞                                              | 『マイティ・ソー』                     | ノミネート | [ 143 ]        |
| 2012 | ティーン・チョイス・アワード 映画部門 悪役賞                       | 『アベンジャーズ』                     | ノミネート | [ 144 ]        |
| 2012 | グラマー賞 年間男性部門                                            | N/A                                    | 受賞       | [ 145 ]        |
| 2013 | キッズ・チョイス・アワード 人気悪役賞                              | 『アベンジャーズ』                     | ノミネート | [ 146 ]        |
| 2013 | MTVムービー・アワード ベスト・ファイト賞                           | 『アベンジャーズ』（他出演者とともに） | 受賞       | [ 147 ]        |
| 2013 | MTVムービー・アワード 悪役賞                                       | 『アベンジャーズ』                     | 受賞       | [ 147 ]        |
| 2014 | エンパイア賞 助演男優賞                                            | 『マイティ・ソー/ダーク・ワールド』    | ノミネート | [ 148 ]        |
| 2014 | ローレンス・オリヴィエ賞 主演男優賞                                | 『コリオレイナス』                     | ノミネート | [ 149 ]        |
| 2014 | サターン賞 助演男優賞                                              | 『マイティ・ソー/ダーク・ワールド』    | ノミネート | [ 150 ]        |
| 2014 | イヴニング・スタンダード・シアター賞 主演男優賞                    | 『コリオレイナス』                     | 受賞       | [ 151 ]        |
| 2015 | ワッツオンステージ賞 演劇部門 主演男優賞                           | 『コリオレイナス』                     | ノミネート | [ 152 ]        |
| 2015 | クロトルディス賞 助演男優賞                                        | 『Unrelated』                          | ノミネート | [ 153 ]        |
| 2015 | 英国インディペンデント映画賞 主演男優賞                            | 『ハイ・ライズ』                       | ノミネート | [ 154 ]        |
| 2015 | イヴニング・スタンダード英国映画賞 主演男優賞                      | 『ハイ・ライズ』『クリムゾン・ピーク』 | ノミネート | [ 155 ]        |
| 2016 | TVチョイス賞 主演男優賞                                            | 『ナイト・マネジャー』                 | 受賞       | [ 156 ]        |
| 2016 | プライムタイム・エミー賞 主演男優賞（ミニシリーズ/テレビ映画部門） | 『ナイト・マネジャー』                 | ノミネート | [ 157 ]        |
| 2016 | プライムタイム・エミー賞 作品賞 (ミニシリーズ部門)                 | 『ナイト・マネジャー』                 | ノミネート | [ 158 ]        |
| 2016 | テレビ批評家協会賞 主演男優賞（テレビ映画/ミニシリーズ部門）       | 『ナイト・マネジャー』                 | ノミネート | [ 159 ]        |
| 2016 | サテライト賞 主演男優賞（ミニシリーズ/テレビ映画部門）             | 『ナイト・マネジャー』                 | ノミネート | [ 160 ]        |
| 2016 | TVTimes賞 人気男優賞                                               | 『ナイト・マネジャー』                 | ノミネート | [ 161 ]        |
| 2017 | ゴールデングローブ賞 男優賞（ミニシリーズ/テレビ映画部門）         | 『ナイト・マネジャー』                 | 受賞       | [ 162 ]        |
| 2017 | ナショナル・テレビジョン賞 人気ドラマ演技賞                        | 『ナイト・マネジャー』                 | ノミネート | [ 163 ]        |
| 2017 | 全米製作者組合賞 デヴィッド・L・ウォルパー賞 長編番組製作者賞      | 『ナイト・マネジャー』                 | ノミネート | [ 164 ]        |
| 2017 | エンパイア・ヒーロー賞                                             |                                        | 受賞       | [ 165 ]        |
| 2017 | ティーン・チョイス・アワード 映画部門 SF/ファンタジー男優賞        | 『キングコング:髑髏島の巨神』          | ノミネート | [ 166 ]        |
| 2018 | ティーン・チョイス・アワード 映画部門 助演賞                       | 『マイティ・ソー バトルロイヤル』      | ノミネート | [ 167 ]        |

## 日本語吹き替え
『マイティ・ソー』以降、主に平川大輔が声を担当している。なお、両者は2024年の大阪コミコンで対面を果たした。
このほかにも、井上悟、中川慶一、烏丸祐一、村治学なども声を当てている。